# ウィリアム・トーマス・ステッド

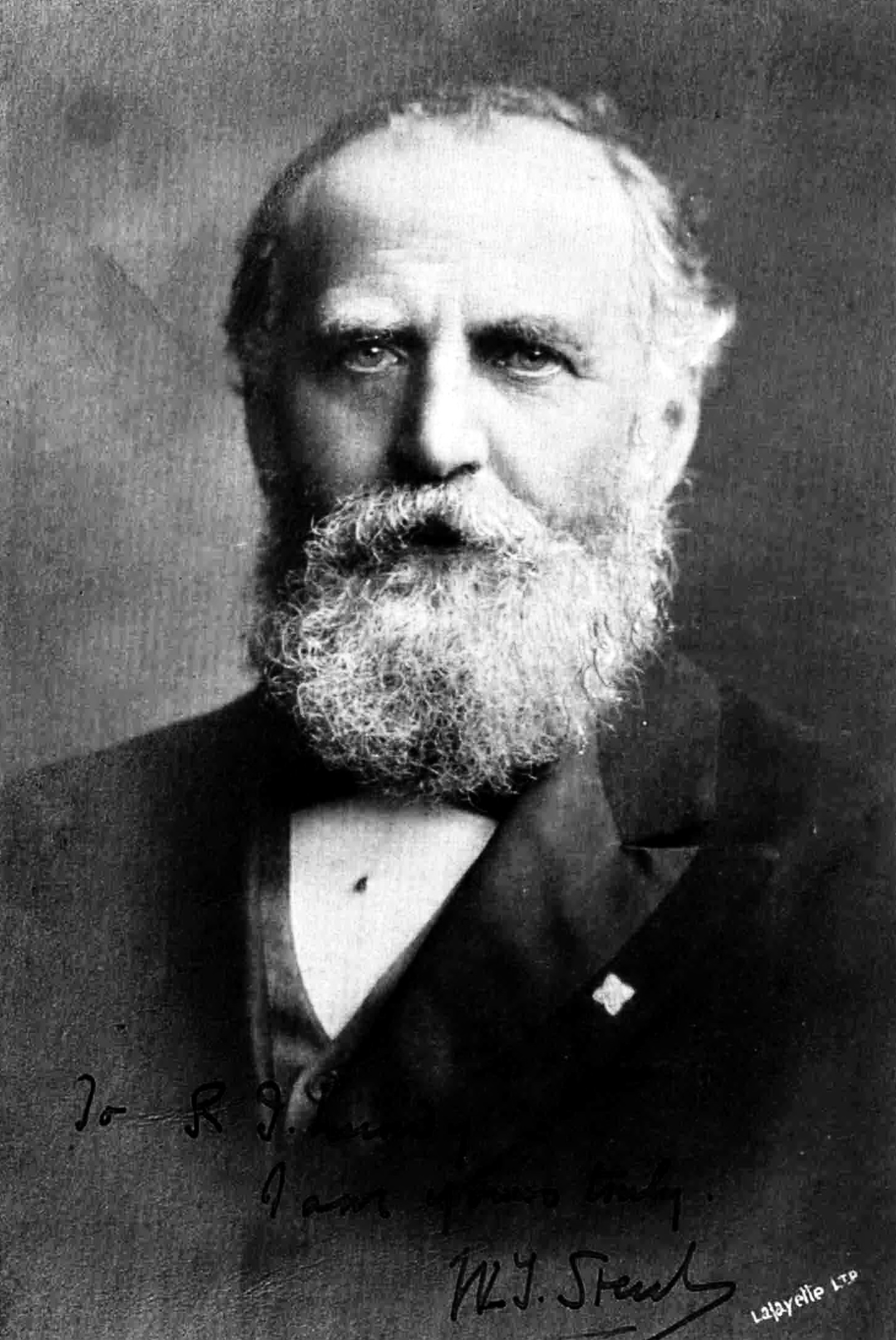
ウィリアム・トーマス・ステッド

ウィリアム・トーマス・ステッド（William Thomas Stead, 1849年7月5日 - 1912年4月15日）は、イギリスのジャーナリスト、霊媒師。
海軍の改革や児童・社会福祉などの法整備を大衆に訴え、英国の現代ジャーナリズムの基礎を作ったといわれる。自動書記能力を持っているとされていた。1912年、タイタニック号沈没の際、犠牲になった。

## 経歴
英国ノーザンブリア生まれ。父は英国教会の牧師、母はヨークシャー農家の娘。少年時代は自宅で父から教育を受けた。12歳から2年間通常の学校に通った後、14歳でニューキャッスルの会計事務所で働き始めた。1870年に地元の新聞に寄稿し、認められて編集になる。1873年にエマ・ルーシー・ウィルソンと結婚、6児をもうける。
1880年にロンドンに引越し、1883年から「ペルメル・ガゼット」紙の編集となる。救世軍に助けを求めた少女をきっかけに、同紙に「現代のバビロンにおける少女の生贄」を掲載して白人少女奴隷売買に反対するキャンペーンを張った。これは34万人の署名を集め、政府を動かして女性の性交同意年齢を13歳から16歳に引き上げることに成功した。
なお、この事件の後、ステッドらは取材が非合法だったとして禁固刑を受けるが、かえって大衆の支持を集める結果になった。
1890年には「評論の評論」を創刊し、1892年には英国・アメリカ・オーストラリアで同時発行した。
また1891年、救世軍創立者ウィリアム・ブースによる、英国の貧困層3百万人の救済構想「最暗黒の英国及びその出路」出版に協力した。
1892年から95年にかけて、自らの自動書記を通じて、死去した友人ジュリア・エイムスからの通信を受け取ったとして、それを編集したものとして「Letters from Julia」（邦題　ジュリアからの便り）を発表した。これはスピリチュアリズムの本としてはもっとも売れたもののひとつである。
1909年、故ジュリアからの要望として、霊界通信のための事務局「ジュリア顕幽連絡局」を設立し、肉親と死別した人々のため無償で通信を試みる。
1912年、ステッドはタイタニック号沈没事故で死去。「ジュリア顕幽連絡局」は資金難で一時中断するが、1914年にステッドの友人の支援で「ステッド局」として再開した。
1914年、生前ステッドが受け取ったとしていた、ジュリアからの1895 - 1912年までの通信を　After Death or Letters from Julia （邦題　死後-ジュリアからの便り）として娘のエステルが発表。
死後、ステッドは複数の交霊会に現れたとされており、さまざまな手段で通信を送ってきたことになっている。苦しんでいる霊を救済する仕事もしていたとされている。1916年、精神科医ウィックランド博士の交霊会にもステッドが現れたとされており、タイタニック号事件で水死した人の霊を連れて来たとして、博士のカウンセリングを受けさせたことがある。
1921年、エステルが霊媒パイバー夫人を通して受け取ったとして、故ステッドからの通信とされるものを編集して　Communication with the next world - The Right and the Wrong Methods - A text Book / Given by W.T.Sted, Through Madame Hyver, Edited by Estelle W. Stead　（邦題　来世との交信-その正しき方法-W.ステッドにより来世から書き送られたテキスト）を発表。
1922年、エステルが霊媒ウッドマンを通じて受け取ったとした通信を編集して The Blue Island - Experiences of a New Arrival Beyond the Veil （邦題　タイタニック沈没から始まった永遠の旅）を発表。
1936年に故ステッドの要望により「ステッド局」を廃止。